# Speocera dongjing
Espèce
Speocera dongjing est une espèce d'araignées aranéomorphes de la famille des Ochyroceratidae.

## Distribution
Cette espèce est endémique du Guangxi en Chine,. Elle se rencontre dans le xian de Tianyang.

## Description
La femelle holotype mesure 1,08 mm.

## Étymologie
Son nom d'espèce lui a été donné en référence au lieu de sa découverte, Dongjing.

## Publication originale
- Tong, Li, Song, Chen & Li, 2019 : Thirty-two new species of the genus Speocera Berland, 1914 (Araneae: Ochyroceratidae) from China, Madagascar and Southeast Asia. Zoological Systematics, vol. 44, no 1, p. 1-75 (texte intégral).